# Min farmor och Förintelsen
Min farmor och Förintelsen är en svensk dokumentär som sändes i TV4 den 10 maj 2015. Filmen handlar om skådespelaren Sara Sommerfelds farmor som överlevde Förintelsen. Sommerfeld reser till Israel, Polen, Tyskland och USA för ta reda på vad som hände farmodern under andra världskriget och möter släktingar som kan berätta om sina upplevelser under Förintelsen. Dokumentären färdigställdes tack vare stipendium från Micael Bindefelds stiftelse till minne av Förintelsen.

### Fotnoter
1. ↑  ”Min farmor och Förintelsen”. Svensk mediedatabas. 10 maj 2015. http://smdb.kb.se/catalog/id/003579580. Läst 14 juni 2015.